# Zum il delfino bianco
Zum il delfino bianco (Oum le dauphin blanc) è una serie televisiva d'animazione francese del 1971 di tredici episodi, creata da Vladimir Tarta, e diretta da René Borg.
La versione originale francese è stata trasmessa nel 1971 dal canale ORTF, e ritrasmessa in Francia dal 29 giugno 1981 su FR3. Una versione inglese è stata prodotta e trasmessa a livello internazionale, fra gli altri su CBC Television (Canada). L'adattamento giapponese è stato intitolato Iruka to Shōnen (イルカと少年? lett. "Il delfino ed il ragazzo").
Le compagnie di produzione coinvolte nella realizzazione della serie furono la Telcia, la Saga Films e la giapponese Eiken.

## Trama
La serie racconta le avventure del delfino bianco Zum (Oum nella versione originale) e dei suoi amici Gianni (Yann) e Marina, due bambini che vivono insieme a Pietro (Patrick), lo zio marinaio. Il cast del cartone animato include numerosi animali, tra cui il merlo Seneca (che capisce il linguaggio degli umani e quello dei delfini, e che a volte funge da traduttore), il koala Raoul ed il bradipo Sanghion.
Durante le loro avventure, Zum conosce anche una femmina di delfino chiamata Nanum, con la quale avrà un cucciolo, Titum.

## Sigla
La sigla iniziale era quella francese di Michel Legrand, come si legge anche nei crediti della versione italiana del cartone.
La sigla italiana è stata realizzata dai Rocking Horse e pubblicata nel 2017 su dischi ARC.

## Episodi
| Nº | Titolo                             | Prima TV Italia  |
| -- | ---------------------------------- | ---------------- |
| 1  | Un naufragio misterioso            | 23 novembre 1978 |
| 2  | La gang del mare                   | 23 novembre 1978 |
| 3  | Benvenuto, Zio Michael!            | 30 novembre 1978 |
| 4  | L'utopia dei mari del sud          | 30 novembre 1978 |
| 5  | Il salvataggio di Nanum            | 7 dicembre 1978  |
| 6  | Il cucciolo                        | 7 dicembre 1978  |
| 7  | Un regalo meraviglioso!            | 14 dicembre 1978 |
| 8  | La base sottomarina dei sogni      | 14 dicembre 1978 |
| 9  | Nanum e la dottoressa              | 21 dicembre 1978 |
| 10 | La scomparsa di Seneca             | 21 dicembre 1978 |
| 11 | Il capitano Triglia Verde          | 28 dicembre 1978 |
| 12 | La casa disabitata                 | 28 dicembre 1978 |
| 13 | La straordinaria città sottomarina | 4 gennaio 1979   |

## Promozione
Per anni, Zum è stato la mascotte di Galak, una tavoletta di cioccolato bianco prodotta dalla Nestlé, finché la licenza per l'utilizzo del personaggio è scaduta nel 2003. Ciò nonostante, la Nestlé ha continuato anche in seguito a utilizzare l'immagine di un delfino, simile a Zum, come propria mascotte.